# Попајева прича по народној бајци
„Попајева прича по народној бајци” је југословенски ТВ филм из 1988. године. Режирао га је Станко Црнобрња а сценарио је написао Е.Ц. Сегар.

## Улоге
| Глумац             | Улога            |
| ------------------ | ---------------- |
| Зоран Бабић        | Попај            |
| Ана Милосављевић   | Олива            |
| Љиљана Стјепановић | Царица / Вештица |
| Раде Вукотић       | Блуто            |